# Brauerei Gutmann
Die Brauerei Gutmann ist eine in Familienbesitz befindliche Brauerei in Titting, die ausschließlich weizenhaltige Biere verschiedener Stile braut. Sie verfügt über eine Mälzerei sowie über eine eigene Hefezucht und einen Brunnen in einem Wasserschutzgebiet. Über 90 % der produzierten Biere sind Weißbiere. Die Brauerei befindet sich in den Gebäuden des Tittinger Wasserschlosses. Jährlich werden etwa 120.000 hl Bier gebraut. Im Jahre 2024 beschäftigte das Unternehmen 55 Mitarbeiter.

## Geschichte

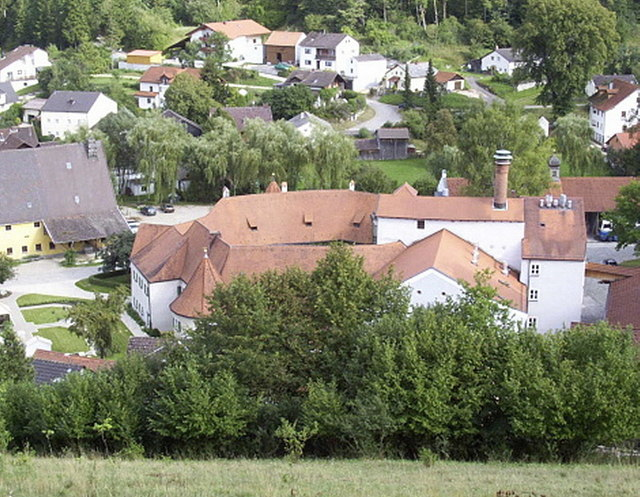
Die Brauerei im Schloss von oben

1707 wurde die Brauerei durch den Eichstätter Fürstbischof Johann Anton I. Knebel von Katzenelnbogen gegründet, 2007 konnte somit das 300-jährige Jubiläum gefeiert werden. 1808 gelangte die Brauerei nach der Säkularisation in den Besitz des Königreichs Bayern. 1821 ging die Brauerei in Privatbesitz über. Von 1845 bis 1855 war sie im Besitz des Herzogs Eugen von Leuchtenberg. 1855 ersteigerte der Kindinger Michael Gutmann die Brauerei für einen Preis von 49.000 Gulden. Auch die Brauerei Hofmühl in Eichstätt war ab 1860 im Besitz der Familie Gutmann. 1913 wurde erstmals das heute das Sortiment dominierende Weißbier gebraut. 1968 führt die Guts- und Brauerbesitzerwitwe die Brauerei Candidus Gutmann weiter. 1981 übernimmt der heutige Seniorchef Fritz Gutmann die Brauerei und übergibt 2015 an Michael Gutmann.

## Produkte
- Gutmann Hefeweizen Hell
- Gutmann Hefeweizen Dunkel
- Gutmann Hefeweizen Leicht
- Gutmann Hefeweizen Alkoholfrei
- Gutmann Hefeweizen Dunkel Alkoholfrei
- Gutmann Heller Weizenbock
- Gutmann Dunkler Weizenbock

Die Weißbiere sind nicht pasteurisiert. Deshalb ist die Haltbarkeit der Biere wesentlich geringer als bei anderen Weißbieren, die über sechs Monate haltbar sind.

## Sonstiges
Das Tittinger Kellerfest, das jährlich von der Brauerei ausgetragen wird, hat überregionale Bekanntheit. An den drei Festtagen kommen bis zu 15.000 Besucher auf das Brauereigelände.